# Ano dos seis imperadores
Na história romana, o ano dos seis imperadores refere-se a 238 d.C., quando seis homens foram reconhecidos sucessivamente como imperadores romanos.
O imperador no princípio do ano era Maximino Trácio, que governara desde 235 d.C.. Fontes mais recentes dizem que ele era um tirano cruel, e, em janeiro de 238, uma revolta estalou no Norte de África. A Historia Augusta diz:

"Os Romanos não podiam suportar mais as barbaridades dele — a maneira como ele chamava informadores e incitava acusadores, inventava ofensas falsas, matava homens inocentes, condenava quem quer que fosse a tribunal, reduzia os homens mais ricos a pobreza extrema e apenas procurava dinheiro na ruína dos outros, condenou muitos generais e homens de cargo consular à morte sem razão, transportava outros em carroças sem comida ou bebida, e mantinha outros confinados, enfim prestava atenção a tudo o que pudesse ser eficaz para a crueldade — e, incapazes de sofrer estas coisas por mais tempo, levantaram-se contra ele em revolta."

Alguns jovens aristocratas assassinaram o colector de impostos imperial e insistiram que o governador regional, Gordiano, se proclamasse imperador. Gordiano concordou reluctantemente, mas visto que tinha 80 anos, decidiu que o seu filho ia ser imperador juntamente com ele, e com poder igual. O senado reconheceu pai e filho como os imperadores  Gordiano I e Gordiano II.
O reinado deles durou apenas 20 dias. Capeliano, o governador da província da Numídia, tinha rancor contra os Gordianos. Liderou um exército para os enfrentar em Cartago, e derrotou-os decisivamente. Gordiano II foi morto em batalha, e ao ouvir estas notícias, Gordiano I enforcou-se.

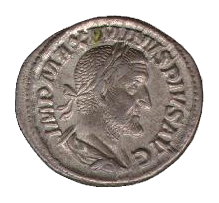
Moeda de Maximino Trácio

Entretanto, Maximino, agora delarado inimigo público, já tinha começado a marchar para Roma com outro exército. Os candidatos anteriores do senado, os Gordianos, não o tinham derrotado, e sabendo que seriam mortos se ele tivesse sucesso, o senado precisava de um novo imperador para vencê-lo. No dia 22 de abril, sem mais candidatos, elegeram dois senadores idosos, Pupieno e Balbino (ambos tinham feito parte de uma comissão senatorial para lidar com Maximino), como co-imperadores. Esta escolha não era popular com o povo, e multidões atiraram pedras e paus aos novos imperadores. Então, Marco António Gordiano Pio, o neto de treze anos de Gordiano I, foi nomeado imperador, tendo poder apenas nominal, de modo a apaziguar a população da capital, que ainda era leal à família Gordiana.
Pupieno foi mandado à frente de um exército para enfrentar Maximino, e Balbino ficou em Roma. Entretanto, Maximino também estava a ter problemas. No início de fevereiro, ele chegou à cidade de Aquileia, que estava do lado dos seus três inimigos. Maximino cercou a cidade, mas sem grande sucesso. Em abril, descontente devido a este falhanço, a falta de sucesso na campanha em geral, a falta de mantimentos e a forte oposição do senado, forçaram os legionários dele a pensarem duas vezes sobre a lealdade deles. Soldados da II Parthica mataram o usurpador na tenda dele, juntamente com o seu filho Máximo (que tinha sido apontado césar em 236 d.C., e renderam-se a Pupieno no fim de junho. Os cadáveres de Maximino e do seu filho foram decapitados e as suas cabeças foram levadas para Roma. Os soldados foram perdoados e mandados de volta para as suas províncias por terem salvo Roma de um inimigo público.
O co-imperador voltou a Roma, mas encontrou a cidade em motim. Balbino não tinha conseguido controlar a situação, e a cidade ardera num fogo, o que tinha resultado numa revolta. Com ambos os imperadores presentes, a situação acalmou, mas a dificuldade permaneceu.
Moedas do curto reinado deles mostra um deles num lado e um aperto de mão no outro, para mostrar a sua colaboração. Contudo, a relação entre os dois tinha estado sempre envolta em suspeitas, e ambos receavam uma tentativa de assassinato pelo outro. Estavam a preparar uma campanha enorme: Pupieno contra o Império Parta e Balbino contra os Carpianos respectivamente), mas eles brigavam frequentemente e não podiam concordar ou confiar um no outro. Foi durante uma destas discussões, em maio ou no dia 29 de julho, que a guarda pretoriana decidiu intervir. Eles entraram na sala onde estavam os imperadores, agarraram-nos, despiram-nos, arrastaram-nos nus pelas ruas, torturaram-nos e finalmente mataram-nos. Nesse mesmo dia, Gordiano III foi proclamado imperador único (238-244 d.C.), apesar dos seus conselheiros terem a maior parte do poder dele. Pupieno e Balbino tinham governado apenas por 99 dias.
Gordianos I e II foram deificados pelo senado.